# American Accordionists' Association
American Accordionists' Association, amerikanskt dragspelsförbund.

## Historik
Den 9 mars 1938 samlades en grupp dragspelare i New York för att diskutera bildandet av ett förbund för dragspelare. De närvarande var: Charles Magnante, Abe Goldman, Joe Biviano, Pietro Deiro, Pietro Frosini, Gene Von Hallberg, Anthony Galla-Rini, Charles Nunzio, Sydney B. Dawson, Sam Roland och Byron Streep.
Abe Goldman och Joe Biviano lade en motion om att ett sådant förbund var nödvändigt och förslaget godtogs enhälligt. Man beslöt att kalla förbundet The American Accordionists' Association.
Galla-Rini och Frosini föreslog att förbundet skulle bestå av president, vicepresident, sekreterare/kassör och en Sergeant-at-Arms.
Frosini föreslog att Pietro deiro skulle väljas som president på grund av hans goda rykte som "dragspelets fader". Förslaget antogs och till vicepresident valdes Charles Nunzio. Till sekreterare/kassör valdes Sam Rowland och till Sergeant-at-Arms valdes Frosini.

## AAA har haft följande ordförande
| Period    | Ordförande         |
| --------- | ------------------ |
| 1938-1939 | Pietro Deiro, Sr.  |
| 1940-1941 | Charles Magnante   |
| 1942-1945 | Joseph Biviano     |
| 1946-1947 | Eugene Ettore      |
| 1948-1949 | Joseph Biviano     |
| 1950-1951 | Charles Magnante   |
| 1952      | Pietro Diero       |
| 1953-1954 | Eugene Ettore      |
| 1955-1956 | Charles Magnante   |
| 1957-1958 | Louis Iorio        |
| 1959-1960 | Pietro Deiro Jr    |
| 1961-1962 | Joseph Biviano     |
| 1963-1964 | Eugene Ettore      |
| 1965-1966 | Carmen Carrozza    |
| 1967-1968 | Joseph Biviano     |
| 1969-1970 | Charles Magnante   |
| 1971-1972 | Maddalena Belfiore |
| 1973-1974 | Elsie M. Bennett   |
| 1975-1976 | Maddalena Belfiore |
| 1977-1978 | Carmen Carrozza    |
| 1979-1980 | Maddalena Belfiore |
| 1981      | Frank Busso        |
| 1982-1984 | Addie Cere         |
| 1985-1986 | Faithe Deffner     |
| 1987-1988 | Anthony Ettore     |
| 1989-1991 | Carmen Carrozza    |
| 1992-1994 | Frank Busso        |
| 1995-1996 | Faithe Deffner     |
| 1997-1998 | Faithe Deffner     |
| 1999-2000 | Faithe Deffner     |
| 2001-2002 | Dr. Carmelo Pino   |
| 2003-2004 | Dr. Carmelo Pino   |
| 2005-     | Linda Soley Reed   |